# وكالة التعاون الثقافي والتقني
وكالة التعاون الثقافي والتقني (ACCT) (بالفرنسية: Agence de Coopération Culturelle et Technique)‏ هي وكالة عالمية للتعاون الثقافي والتعليمي للدول الناطقة باللغة الفرنسية. تأسست سنة 1970 و تُعد هذه الوكالة هي اللبنة الأولى لما يُسمى الآن بمنظمة الدولية للفرانكوفونية